# Szaíd Belkola
Szaíd Belkola (arab írással سعيد بلقولة; Tíflet, 1956. augusztus 30. – Rabat, 2002. június 15.) marokkói nemzetközi labdarúgó-játékvezető.

## Pályafutása

### Nemzeti játékvezetés
A játékvezetői vizsgát megszerezve különböző labdarúgó osztályokban szerezte meg a szükséges tapasztalatokat. Ellenőreinek, sportvezetőinek javaslatára egyre magasabb osztályba sorolták. 1989-től 1989-ig az utánpótlás bázisának számító ligákban vezetett. 1990-ben került országa legmagasabb labdarúgó bajnokságában tevékenykedő játékvezetők keretébe.

### Nemzetközi játékvezetés
A Marokkói labdarúgó-szövetség Játékvezető Bizottsága terjesztette fel nemzetközi játékvezetőnek, a Nemzetközi Labdarúgó-szövetség (FIFA) 1993-tól tartotta nyilván bírói keretében. 1997-ben Franciaországban rendezett nemzetközi labdarúgó válogatottak tornáján vezethette a Franciaország – Anglia döntő mérkőzést. Ez a sikeres közreműködés később meghatározó volt számára. 2001-ben súlyos betegsége miatt vonult vissza az aktív játékvezetéstől. A marokkói nemzetközi játékvezetők rangsorában, a világbajnokság-Afrika-bajnokság sorrendjében többedmagával az 1. helyet foglalja el 15 találkozó szolgálatával. Nemzetközi mérkőzéseinek száma: 80.

#### Labdarúgó-világbajnokság

##### U17-es labdarúgó-világbajnokság
Ecuadorban rendezték a 6., az 1995-ös U17-es labdarúgó-világbajnokság, ahol a FIFA JB hivatalnokként foglalkoztatta. 

###### 1995-ös U17-es labdarúgó-világbajnokság
| Időpont             | Helyszín                  | Mérkőzés típusa              | Mérkőzés             | Eredmény | Nézők száma |
| ------------------- | ------------------------- | ---------------------------- | -------------------- | -------- | ----------- |
| 1995. augusztus 4.  | Városi Stadion, Ibarra    | csoportmérkőzés (D. csoport) | Brazília–Németország | 3 : 0    | 16 000      |
| 1995. augusztus 6.  | Városi Stadion, Ibarra    | csoportmérkőzés (D. csoport) | Németország–Kanada   | 3 : 0    | 10 000      |
| 1995. augusztus 8.  | Központi Stadion, Quito   | csoportmérkőzés (A. csoport) | Ecuador–Japán        | 0 : 0    | 34 000      |
| 1995. augusztus 20. | Városi Stadion, Guayaquil | bronzmérkőzés                | Omán–Argentína       | 0 : 2    | 30 000      |

---
Kettő világbajnoki döntőhöz vezető úton Franciaországba a XVI., az 1998-as labdarúgó-világbajnokságra és Dél-Koreába és Japánba a XVII., a 2002-es labdarúgó-világbajnokságra a FIFA JB bíróként alkalmazta. 1998-ban a tornán első afrikai játékvezetőként a "csúcsok csúcsát" a döntő mérkőzést koordinálhatta. Az addigi tapasztalatok alapján a nemzetközi szövetség JB úgy ítélte meg, hogy nagy gyakorlata van a francia játékosok pozitív irányú kezelésében. A tizenhatodik világbajnokság döntőjét első Afrikaiként, első marokkóiként vezethette. Világbajnokságon vezetett mérkőzéseinek száma: 3.

##### 1998-as labdarúgó-világbajnokság

###### Selejtező mérkőzés
| Időpont           | Helyszín                     | Mérkőzés típusa                 | Mérkőzés            | Eredmény |
| ----------------- | ---------------------------- | ------------------------------- | ------------------- | -------- |
| 1996. november 9. | Városi Stadion, Johannesburg | CAF zóna (3. csoport)           | Dél-Afrika–Zaire    | 1 : 0    |
| 1997. január 12.  | Központi Stadion, Yaoundé    | CAF zóna (4. csoport)           | Kamerun–Angola      | 0 : 0    |
| 1997. április 5.  | Központi Stadion, Lagos      | CAF zóna (1. csoport)           | Nigéria–Guinea      | 2 : 1    |
| 1997. október 17. | Nemzeti Stadion, Kuvaitváros | AFC zóna rájátszás (A. csoport) | Kuvait–Szaúd-Arábia | 2 : 1    |

###### Világbajnoki mérkőzés
| Időpont          | Helyszín                     | Mérkőzés típusa              | Mérkőzés               | Eredmény | Nézők száma |
| ---------------- | ---------------------------- | ---------------------------- | ---------------------- | -------- | ----------- |
| 1998. június 15. | Princes Park Stadion, Párizs | csoportmérkőzés (F. csoport) | Németország–USA        | 2 : 0    | 44 000      |
| 1998. június 26. | Lescure Stadion, Bordeaux    | csoportmérkőzés (H. csoport) | Argentína–Horvátország | 1 : 0    | 36 000      |
| 1998. július 12. | Francia Stadion, Párizs      | döntő                        | Franciaország–Brazília | 3 : 0    | 75 000      |

##### 2002-es labdarúgó-világbajnokság

###### Selejtező mérkőzés
| Időpont           | Helyszín                        | Mérkőzés típusa                | Mérkőzés      | Eredmény | Nézők száma |
| ----------------- | ------------------------------- | ------------------------------ | ------------- | -------- | ----------- |
| 2001. január 28.  | Municipal Stadion, Pointe-Noire | Afrika (CAF) zóna (D. csoport) | Tunézia–Kongó | 2 : 1    | 7 000       |
| 2001. február 23. | Március 28. Stadion, Bengázi    | Afrika (CAF) zóna (A. csoport) | Líbia–Togó    | 3 : 3    | 3 000       |
| 2001. július 1.   | El Menzah Stadion, Tunisz       | Afrika (CAF) zóna (D. csoport) | Tunézia–Kongó | 6 : 0    | 25 000      |

#### Afrikai nemzetek kupája
Három alkalommal, előbb Dél-Afrikába a 20., az 1996-os afrikai nemzetek kupáján, Burkina Fasóba a 21., az 1998-as afrikai nemzetek kupáján valamint Ghánába és Nigériába a 22., a 2000-es afrikai nemzetek kupáján az Afrikai Labdarúgó-szövetség (CAF) JB bírói szolgálatra alkalmazta.

##### 1996-os afrikai nemzetek kupája

###### Selejtező mérkőzés
| Időpont          | Helyszín               | Mérkőzés típusa           | Mérkőzés        | Eredmény | Nézők száma |
| ---------------- | ---------------------- | ------------------------- | --------------- | -------- | ----------- |
| 1995. április 7. | Nemzeti Stadion, Kairó | előselejtező (4. csoport) | Egyiptom–Szudán | 3 : 1    |             |

###### Afrikai Nemzetek Kupája mérkőzés
| Időpont          | Helyszín                  | Mérkőzés típusa              | Mérkőzés                                | Eredmény | Nézők száma |
| ---------------- | ------------------------- | ---------------------------- | --------------------------------------- | -------- | ----------- |
| 1996. január 13. | FNB Stadion, Johannesburg | csoportmérkőzés (A. csoport) | Dél-Afrika–Kamerun                      | 3 : 0    | 80 000      |
| 1996. január 25. | FNB Stadion, Johannesburg | csoportmérkőzés (C. csoport) | Kongói Demokratikus Köztársaság–Libéria | 2 : 0    | 3 000       |

##### 1998-as afrikai nemzetek kupája

###### Afrikai Nemzetek Kupája mérkőzés
| Időpont           | Helyszín                      | Mérkőzés típusa              | Mérkőzés                             | Eredmény | Nézők száma |
| ----------------- | ----------------------------- | ---------------------------- | ------------------------------------ | -------- | ----------- |
| 1998. február 9.  | Városi Stadion, Ouagadougou   | csoportmérkőzés (B. csoport) | Kongói Demokratikus Köztársaság–Togo | 2 : 1    | 4 000       |
| 1998. február 28. | Marcel Saupin Stadion, Nantes | döntő                        | Dél-Afrika–Egyiptom                  | 2 : 0    | 40 000      |

##### 2000-es afrikai nemzetek kupája

###### Selejtező mérkőzés
| Időpont          | Helyszín                | Mérkőzés típusa           | Mérkőzés          | Eredmény | Nézők száma |
| ---------------- | ----------------------- | ------------------------- | ----------------- | -------- | ----------- |
| 1999. június 20. | Nemzeti Stadion, Luanda | előselejtező (2. csoport) | Angola–Dél-Afrika | 2 : 2    |             |

## Sportvezetőként
1999-től 2001-ig tanácsadóként a Japán labdarúgó-szövetségének dolgozik, segítve a játékvezetők képzését és közben a japán bajnokság néhány mérkőzését vezette. 2001-től haláláig a Marokkói Labdarúgó-szövetség Játékvezető Bizottságának (JB) elnöke

## Sikerei, díjai
1990-ben, 1991-ben és 1993-ban Marokkóban az Év Játékvezetője címmel ismerték el szakmai felkészültségét. 1995-ben szakmai munkájának elismeréseként , mint a legjobb afrikai játékvezető, sorban kapja a magas díjakat: Social Security Office, a FIFA és az AFC részesíti elismerésben. 1997-ben az AFC megválasztja a Legjobb afrikai játékvezetőnek. Az 1998-as labdarúgó-világbajnokságot követően megválasztják a Legjobb arab játékvezetőnek, a FIFA Aranyérem-mel tüntette ki, Hassan II. Marokkó királya magas kitüntetésben részesítette. 2001-ben a Social Security Office a legjobb játékvezetőnek járó Oscar-díj-ban részesítette.
Az IFFHS (International Federation of Football History & Statistics) 1987-2011 évadokról tartott nemzetközi szavazásán 151, játékvezető besorolásával minden idők 65, legjobb bírójának rangsorolta, holtversenyben Bruno Galler, Antonio López Nieto társaságában. A 2008-as szavazáshoz képest 20 pozíciót hátrább lépett.